# Константін цу Кастелль-Кастелль
Граф Константін цу Кастелль-Кастель (нім. Constantin Graf zu Castell-Castell; 27 жовтня 1898, Кастелль — 2 листопада 1966, Вюрцбург) — німецький офіцер, оберст вермахту.

## Біографія

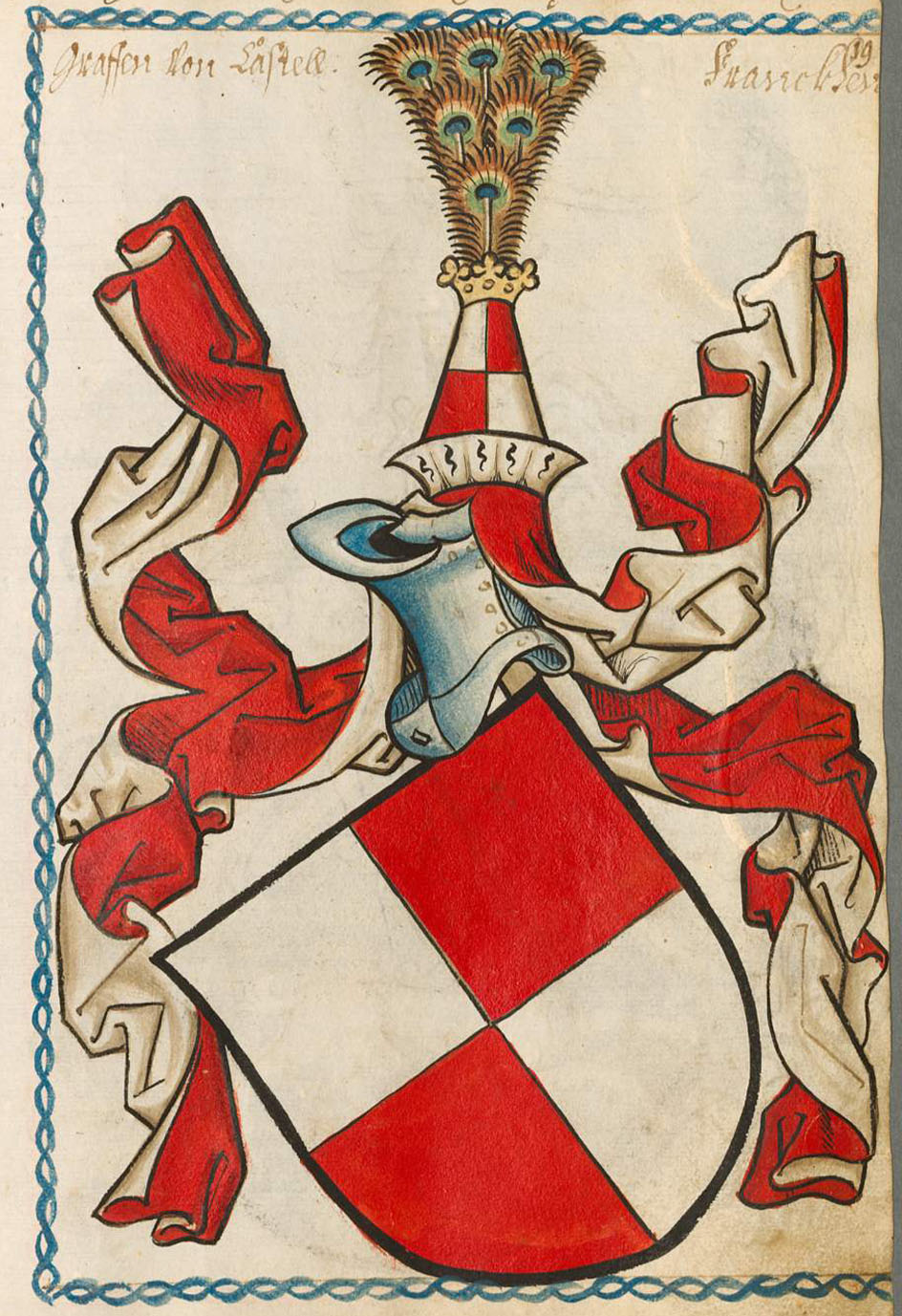
Герб роду Кастелль.

Син графа Фрідріха Карла цу Кастелль-Кастелля і його дружини Гертруди, уродженої графині цу Штольберг-Вернігероде. Оркім Константіна, в подружжя були ще 3 сини і 4 дочки.
Учасник Першої світової війни. 
З 10 листопада 1938 року — командир 9-го ескадрону 11-го кавалерійського полку. З 27 серпня 1939 року — командир важкого ескадрону 44-го артилерійського дивізіону, з 1 грудня 1939 року — командир дивізіону. З 26 липня 1940 року — в штабі 260-ї піхотної дивізії. 10 серпня 1942 року відправлений у резерв ОКГ. З 8 листопада 1942 року відряджений в 336-ту піхотну дивізію, 31 грудня — в штаб дивізії. З 3 січня 1943 року — командир 63-го танково-гренадерського полку 17-ї танкової дивізії. З 6 лютого 1943 року — в 40-му запасному танкового-гренадерському батальйоні. З 9 квітня 1943 року — знову командир 63-го танково-гренадерського полку. З 14 серпня 1943 року — ад'ютант 10-ї армії.

## Сім'я
1 липня 1933 року одружився з голландською аристократкою графинею Луїтгардіс ван Рехтерен-Лімпург. В шлюбі народились 2 дочки — Рената і Одилія. 27 жовтня 1956 року пара розлучилась.

## Звання
- Лейтенант (28 вересня 1917)
- Обер-лейтенант
- Ротмістр (1 серпня 1934)
- Майор (1 лютого 1940)
- Оберст-лейтенант (1 квітня 1942)
- Оберст (1 червня 1943)

## Нагороди
- Залізний хрест 2-го класу
- Почесний хрест ветерана війни з мечами
- Медаль «За вислугу років у Вермахті» 4-го класу (4 роки)
- Застібка до Залізного хреста 2-го класу (7 жовтня 1939)
- Хрест Воєнних заслуг 2-го і 1-го класу (26 січня 1942) — отримав 2 нагороди одночасно.
- Медаль «За зимову кампанію на Сході 1941/42» (26 липня 1942)
- Залізний хрест 1-го класу (16 грудня 1942)
- Сертифікат Пошани Головнокомандувача Сухопутних військ Вермахту (26 лютого 1943)
- Нагрудний знак «За танкову атаку» в бронзі (20 березня 1943)